# كدف المهرة (عبس)

تعديل مصدري - تعديل

كدف المهرة هي إحدى قرى عزلة بني عضابي بمديرية عبس التابعة لمحافظة حجة، بلغ تعداد سكانها 337 نسمة حسب تعداد اليمن لعام 2004.